# Heinrich Kreil

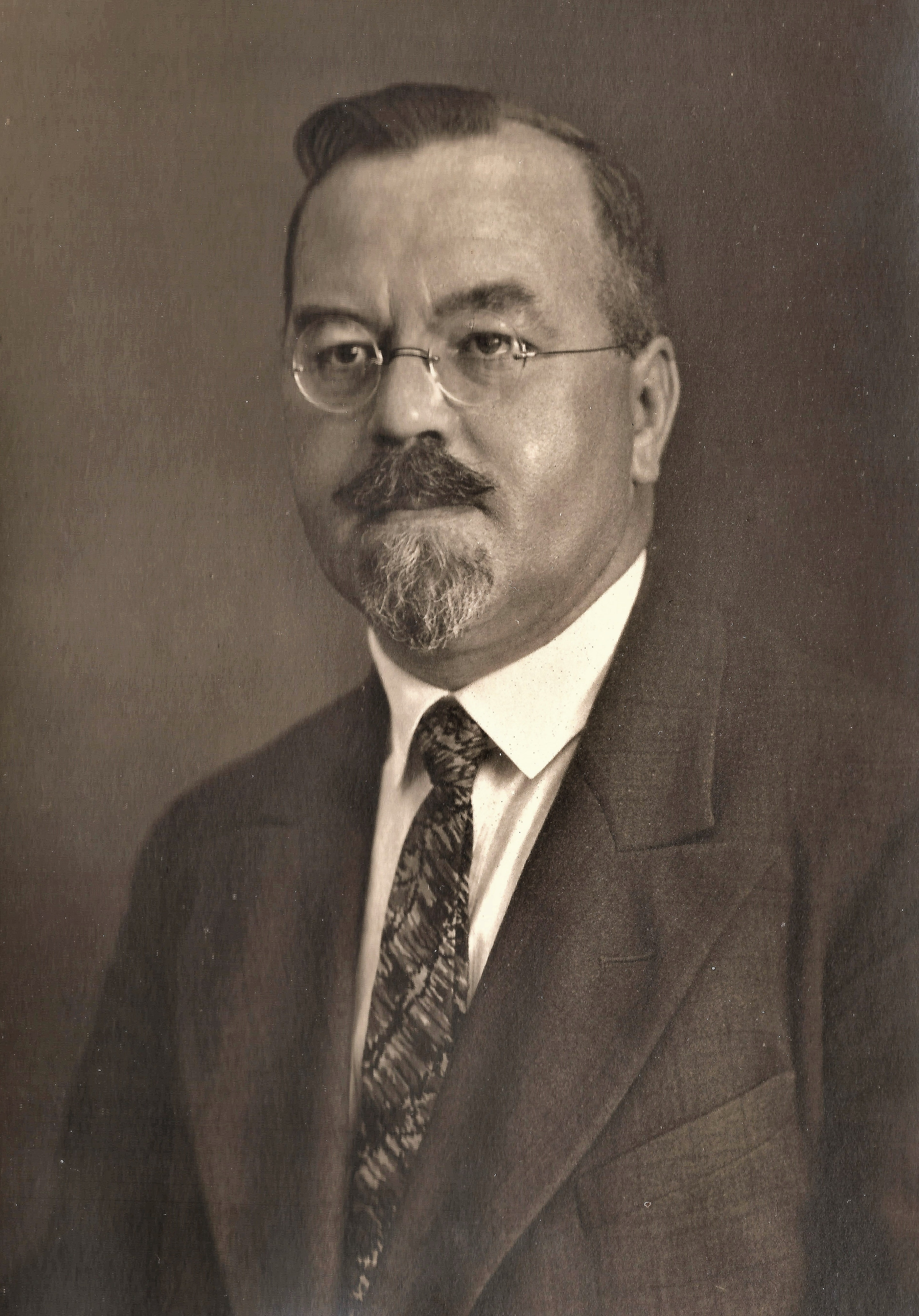
Heinrich Johann Kreil um 1932

Heinrich Johann Kreil (* 4. November 1885 in München; † 10. Dezember 1967 in Berlin) war ein deutscher Gewerkschafter und Politiker (Zentrum, CDU).

## Leben
Nach dem Besuch der Volksschule absolvierte Kreil eine Mechanikerlehre und arbeitete anschließend in seinem erlernten Beruf. Er betätigte sich seit der Zeit des Kaiserreiches in der Christlichen Gewerkschaft, war 1919 Stadtverordneter und von 1907 bis 1920 Geschäftsführer des Christlichen Metallarbeiterverbandes von Dortmund und danach bis 1933 Gewerkschaftssekretär des Christlichen Metallarbeiterverbandes in Berlin-Treptow. Zudem war er bis 1924 Vorstandsmitglied der Zentralarbeitsgemeinschaft. Von März 1915 bis Dezember 1917 nahm er als Soldat des Infanterie-Regimentes Nr. 57 am Ersten Weltkrieg teil und wurde an der Westfront eingesetzt.
Kreil trat 1904 in die Zentrumspartei ein, der er auch in der Zeit der Weimarer Republik angehörte. Er war von 1920 bis 1933 Mitglied des Vorläufigen Reichswirtschaftsrates, im März 1933 wurde er in den Preußischen Landtag gewählt. Darüber hinaus war er von 1920 bis 1923 stellvertretender Vorsitzender des Metallwirtschaftsbundes, von 1927 bis 1933 Vorstandsmitglied der Reichsanstalt für Arbeitsvermittlung und Arbeitslosenversicherung und seit 1932 Aufsichtsratsmitglied des Beamtenwirtschaftsvereins Berlin. Des Weiteren war er Regierungsrat im Reichsversicherungsamt.
Nach der Machtergreifung der Nationalsozialisten wurde er aus allen gewerkschaftlichen Positionen wegen „politischer Unzuverlässigkeit“ durch die Deutsche Arbeitsfront entlassen. Von 1933 bis 1944 war er Inhaber eines Handelsgeschäftes für Tabakwaren.
Heinrich Kreil wurde 1944, im Alter von 58 Jahren, zur Wehrmacht dienstverpflichtet und befand sich von April 1945 bis August 1945 in sowjetischer Kriegsgefangenschaft.
Nach seiner Kriegsgefangenschaft trat er noch im selben Jahr der CDU bei und war von Juni 1946 bis Januar 1948 Leiter der Abteilung Sozialpolitik (gemeinsam mit Eduard Bernoth) im Zentralvorstand der CDU sowie Vorsitzender des Kreisverbandes der CDU in Berlin-Treptow (heute Treptow-Köpenick). Außerdem fungierte er von August 1945 bis März 1948 als Abteilungsleiter der deutschen Verwaltung für Arbeit und Sozialfürsorge. 1948 wurde er auf Druck der Sowjetischen Militäradministration in Deutschland (SMAD) wegen seiner Nichtteilnahme am Volkskongress entlassen. Er musste die Sowjetische Besatzungszone (SBZ) verlassen und flüchtete nach West-Berlin.

Kreil nahm unter anderem als einer von drei Vertretern der UGO neben Fritz Heinemann und Karl Lehrer an der 9. Interzonenkonferenz im August 1948 in Enzisweiler (bei Lindau) teil, welche nach kurzer Zeit abgebrochen wurde, da die Vertreter des FDGB nicht bereit waren, die Vertreter der UGO an den Beratungen beteiligen zu lassen. Am 17. Februar 1949 trat er als Vorsitzender des Sozialpolitischen Ausschuss des Landesverbandes zurück. Von 1948 bis 1953 war er geschäftsführendes Vorstandsmitglied sowie stellvertretender Vorsitzender des DGB in Berlin (West). 1950 übernahm er erneut den Vorsitz vom Sozialpolitischen Ausschuss des Landesverbandes, um die „soziale Aufgabe der CDU im Sinne der Oberhausener Beschlüsse der CDU/CSU Deutschlands“ mitzugestalten.

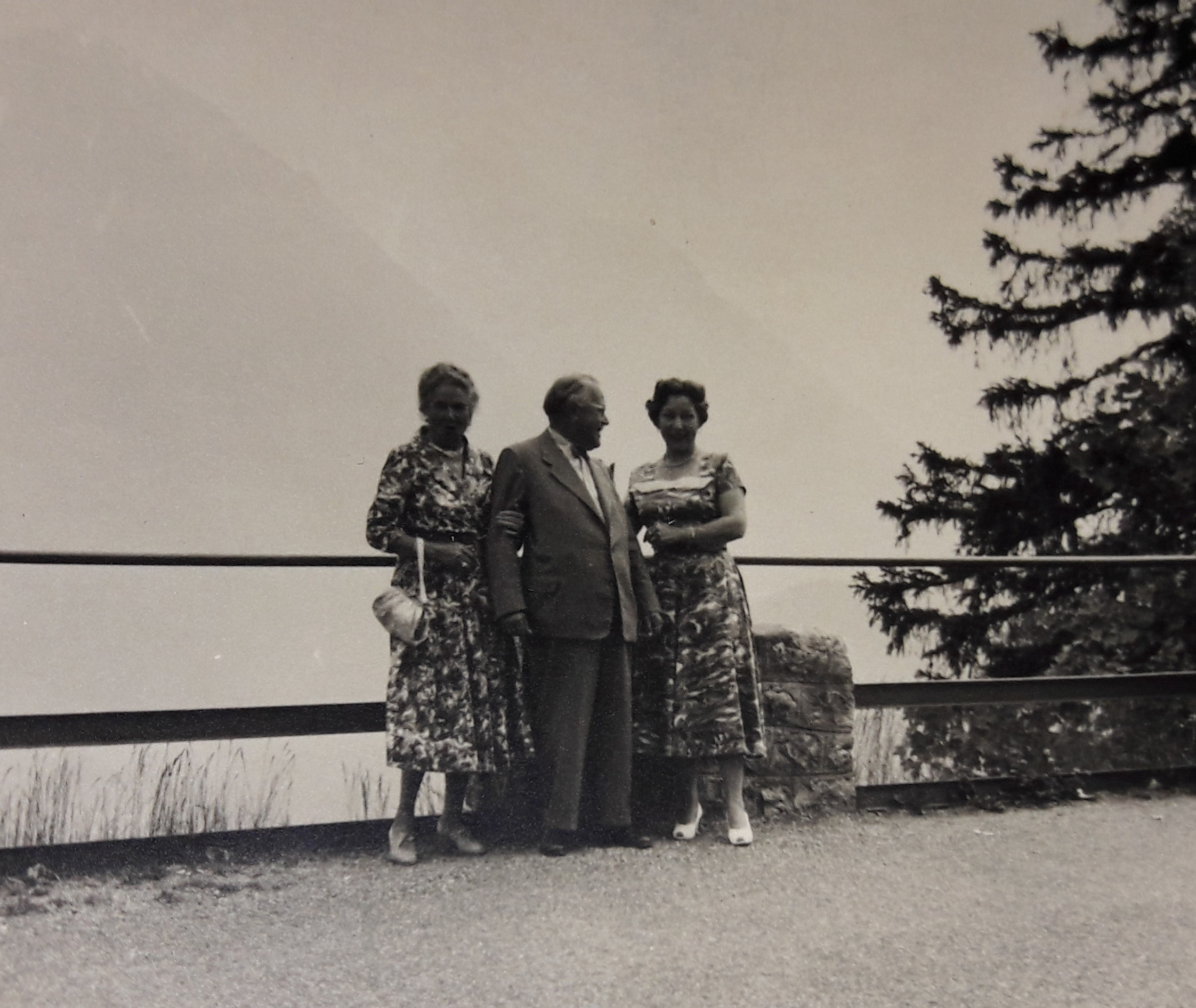
Theresia, Heinrich und Tochter Theresia Kreil 1955 (v. l. n. r.)

Von September 1952 bis zu seinem Rücktritt am 24. November 1953 war er Vorsitzender der Landesversicherungsanstalt Berlins, welche in die Deutsche Rentenversicherung Berlin-Brandenburg aufgegangen ist. Seine Stellvertretung übernahm damals der Politiker Fritz Grantze.
Nach dem Tod von Berlins Regierendem Bürgermeister Ernst Reuter (SPD) wurde der CDU-Politiker Walther Schreiber am 22. Oktober 1953 zu seinem Nachfolger gewählt, der seinerseits Kreil für das Amt des Senators für Arbeit und Sozialwesen vorschlug, woraufhin Kreil vom Landesausschuss nominiert und vom Abgeordnetenhaus von Berlin gewählt wurde. Am 24. November 1953 trat er sein Amt an.
Nachdem die SPD bei den Wahlen vom Dezember 1954 die absolute Mehrheit erlangt hatte, bildete Otto Suhr eine große Koalition, so dass Kreil im Amt verbleiben konnte. Bei der Wahl erlangte er einen Sitz im Abgeordnetenhaus von Berlin, den er aber am 3. Januar 1955 aufgrund seiner Zugehörigkeit zum Senat aufgeben musste. Am 26. Januar 1955 rückte Ernst Benda für ihn nach. Von dem 16. Januar 1954 bis zum 22. Januar 1955 war er stellvertretendes Mitglied des Bundesrates. Am 26. und 27. April 1955 war Kreil neben Heinrich Lübke, Konrad Adenauer, Ludwig Erhard sowie mehreren Stellvertretern aus den Landesregierungen der einzelnen Bundesländer, Teilnehmer der 29. Sitzung des Kabinettausschusses für Wirtschaft. Dort stand der langfristige Aufbauplan für Berlin in der Tagesordnung. Die Sitzung wurde im Schöneberger Rathaus sowie im Bundeshaus in Berlin abgehalten.

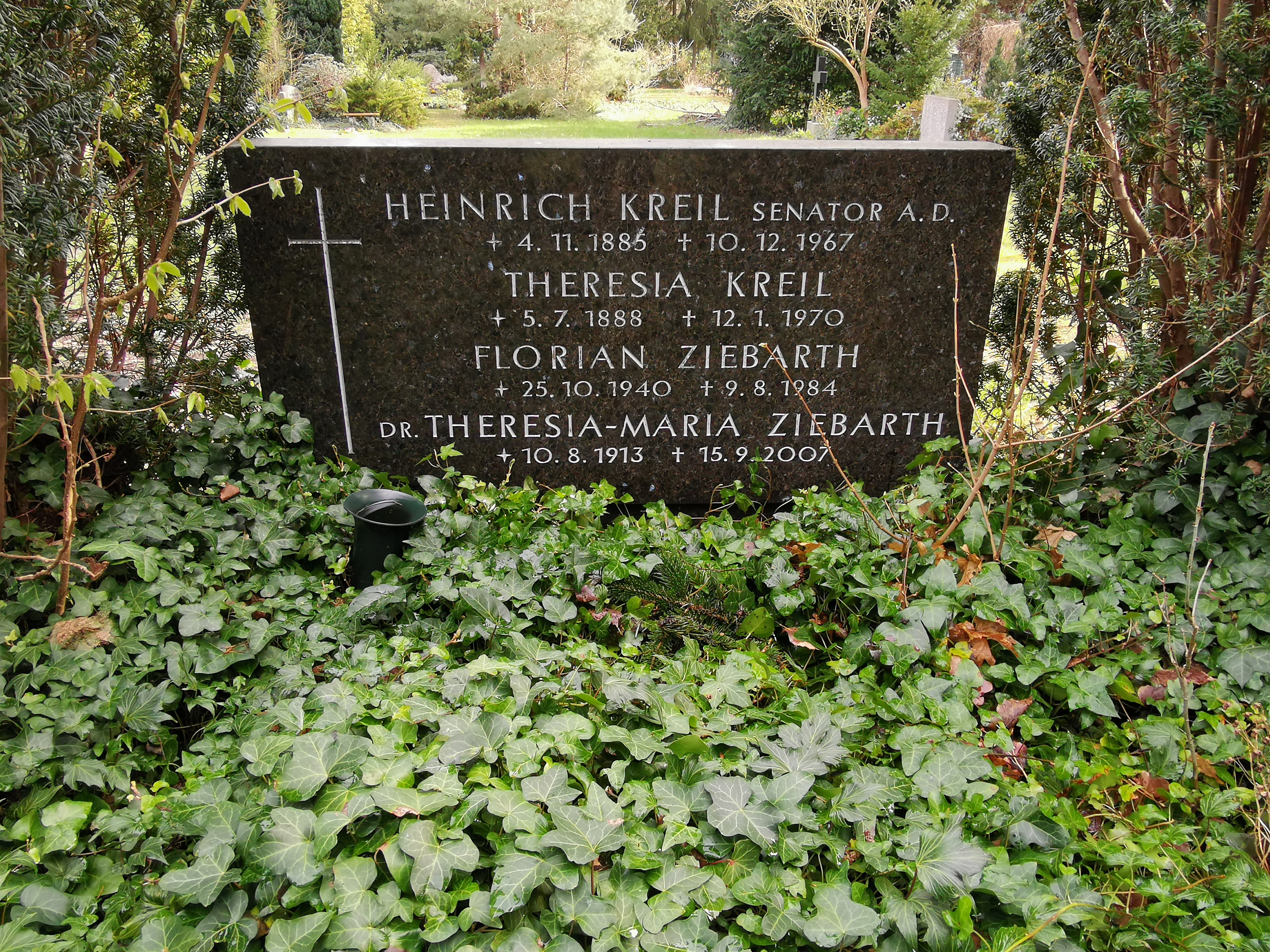
Grab auf dem Friedhof der St.-Matthias-Gemeinde in Berlin-Tempelhof (Abt. 30)

Am 12. Januar 1957 trat er aus gesundheitlichen Gründen von dem Amt des Senators für Arbeit und Sozialwesen nach mehr als 3 Jahren zurück. Seine Nachfolge trat sein früherer Kollege Eduard Bernoth an. Bis zu seinem Rücktritt vom Senat war er ordentliches Mitglied im Verwaltungsrat der Bundesanstalt für Arbeitsvermittlung und Arbeitslosenversicherung.
Heinrich Kreil war mit Theresia Lowitsch (* 5. Juli 1888; † 12. Januar 1970) verheiratet, mit welcher er eine Tochter namens Theresia (* 10. August 1913; † 17. September 2007) und einen Sohn namens Heinrich Maximilian Kreil (* 22. Mai 1916; † 5. Dezember 1944) hatte. Seine Ehefrau war eine Cousine 2. Grades des Malers August Macke. Sein Sohn Maximilian war Jagdflieger im Jagdgeschwader 301 „Wilde Sau“ und ist während des Zweiten Weltkrieges am 5. Dezember 1944 in einem Luftkampf mit einer North American P-51 abgeschossen worden. Infolge des Absturzes mit seiner Fw 190 ist er zu Tode gekommen und ruht seitdem auf der Kriegsgräberstätte des städtischen Friedhofes in Prenzlau. Zuletzt hatte er den Rang eines Leutnants.
Kreil selbst wurde auf dem Friedhof der St.-Matthias-Gemeinde in Berlin-Tempelhof zusammen mit seiner Ehefrau, seiner Tochter und seinem Enkelsohn bestattet.

## Ehrungen
- 1. Juni 1957: Großes Verdienstkreuz mit Stern der Bundesrepublik Deutschland